# Rajada de Rondelet
La rajada de Rondelet (Raja rondeleti) és una espècie de peix de la família dels raids i de l'ordre dels raïformes.

## Morfologia
- Els mascles poden assolir 50 cm de longitud total.[5][6]

## Reproducció
És ovípar i els ous tenen com a banyes a la closca.

## Hàbitat
És un peix marí, de clima subtropical i demersal.

## Distribució geogràfica
Es troba al Mediterrani francès i el Golf de Gènova (Itàlia).

## Observacions
És inofensiu per als humans.